# Podkasańcowate
Podkasańcowate (Miniopteridae) – monotypowa rodzina ssaków z podrzędu mroczkokształtnych w obrębie rzędu nietoperzy (Chiroptera).

## Rozmieszczenie geograficzne
Rodzina obejmuje gatunki występujące w Afryce, Eurazji oraz Australii i Oceanii.

## Morfologia
Długość ciała (bez ogona) 33,5–75 mm, długość ogona 34–66 mm, długość ucha 7,2–17 mm, długość tylnej stopy 5–13 mm, długość przedramienia 33,3–54 mm; masa ciała 2,9–22 g.

## Systematyka
Rodzaj zdefiniował w 1837 roku francuski zoolog Charles-Lucien Bonaparte w publikacji swojego autorstwa zatytułowanej Ikonografia włoskiej fauny: dla czterech klas zwierząt kręgowych. Gatunkiem typowym jest (oznaczenie monotypowe) podkasaniec zwyczajny (M. schreibersii).

### Etymologia
Miniopterus (Minyopterus, Miniopteris, Minneopterus): gr. μινυς minus, μινυoς minuos ‘mały’; -πτερος -pteros ‘-skrzydły’, od πτερον pteron ‘skrzydło’.

### Podział systematyczny
Miniopteridae w niektórych ujęciach były traktowane w randze podrodziny w rodzinie mroczkowatych (Vespertilionidae), lecz opublikowane w 2013 roku wyniki badań naukowych wykazały znaczne zróżnicowane gatunków z rodzaju Miniopterus od mroczkowatych pod względem morfologii, embriologii, immunologii, a także genetyki. Autorzy wskazali na konieczność utworzenia dla tej grupy odrębnej, siostrzanej w stosunku do Vespertilionidae rodziny Miniopteridae, z jednym rodzajem podkasaniec (Miniopterus). Do rodziny należy jeden rodzaj podkasaniec (Miniopterus)  wraz z występującymi współcześnie gatunkami:
| Grafika | Gatunek                   | Autor i rok opisu | Nazwa zwyczajowa           | Podgatunki         | Rozmieszczenie geograficzne | Podstawowe wymiary                                               | Status IUCN |
| ------- | ------------------------- | --- | -------------------------- | ------------------ | --- | ---------------------------------------------------------------- | ----------- |
|         | Miniopterus fuliginosus   | (B.H. Hodgson, 1835) | podkasaniec okopcony       | gatunek monotypowy | północno-wschodni Afganistan do północnej Mjanmy, północnego Wietnamu, Chińskiej Republiki Ludowej i Tajwanu, na północ do Półwyspu Koreańskiego, Rosji (Rosyjski Daleki Wschód) i Japonii, także półudniowe Indie i Sri Lanka; zakres wysokości: 0–2000 m n.p.m.           | DC: 4,7–6,5 cm DO: 4,4–6,1 cm DP: 4,5–5 cm MC: 12,5–14,7 g       | NE          |
|         | Miniopterus magnater      | Sanborn, 1931 | podkasaniec duży           | gatunek monotypowy | północno-wschodnie Indie, południowa Chińska Republika Ludowa (wraz z wyspą Hajnan), Azja Południowo-Wschodnia, Archipelag Sundajski (Sumatra, Borneo, Timor), środkowe Moluki oraz Nowa Gwinea; zakres wysokości: 0–2100 m n.p.m.                                          | DC: 5,8–7,5 cm DO: 5,2–6,4 cm DP: 4,8–5,4 cm MC: 11,3–21 g       | LC          |
|         | Miniopterus pusillus      | Dobson, 1876 | podkasaniec mały           | gatunek monotypowy | nierównomiernie w Azji Południowej (Nepal, południowe Indie), kontynentalnej i wyspiarskiej Azji Południowo-Wschodniej (od południowych Chińskiej Republiki Ludowej i Nikobarów na wschód do Moluków); zakres wysokości: do 1200 m n.p.m.                                   | DC: 3,8–5 cm DO: 4–5,1 cm DP: 3,6–4,4 cm MC: 9–11 g              | LC          |
|         | Miniopterus phillipsi     | Kusuminda, Mannakkara, Ukuwela, Kruskop, Amarasinghe, Saikia, Venugopal, Karunarathna, Gamage, Ruedi, Csorba, W.B. Yapa & B.D. Patterson, 2022 |                            | gatunek monotypowy | zachodnie Indie (Ghaty Zachodnie) i Sri Lanka; zakres wysokości: 263–1590 m n.p.m. | DC: 4,3–5,7 cm DO: 4,4–5,9 cm DP: 4,4–4,9 cm MC: brak danych     | NE          |
|         | Miniopterus medius        | O. Thomas & Wroughton, 1909 | podkasaniec średni         | gatunek monotypowy | Tajlandia, Laos, półwyspowa Malezja, Wyspy Anambas, Borneo, Jawa, wschodnia Nowa Gwinea, Archipelag Bismarcka i wyspa Buka; zakres wysokości: 0–2600 m n.p.m. | DC: 4,2–6 cm DO: 4,3–5,9 cm DP: 4–4,8 cm MC: 6–12,1 g            | LC          |
|         | Miniopterus fuscus        | Bonhote, 1902 | podkasaniec ciemny         | gatunek monotypowy | endemit Japonii: Riukiu (od Amami Ōshima na południe do Ishigaki-jima i Iriomote-jima); najwyraźniej wymarły na półwyspie Kii (Honsiu); zakres wysokości: 0–1300 m n.p.m.                                                                                                   | DC: 4,7–5,9 cm DO: 5,2–5,5 cm DP: 4,2–4,6 cm MC: brak danych     | EN          |
|         | Miniopterus eschscholtzii | (G.R. Waterhouse, 1845) |                            | gatunek monotypowy | endemit Filipin: rozpowszechniony w wielu różnych siedliskach; zakres wysokości: 0–1500 m n.p.m. | DC: około 5,5 cm DO: 4,6–5,7 cm DP: 4,2–4,6 cm MC: 8–14 g        | NE          |
|         | Miniopterus paululus      | Hollister, 1913 | podkasaniec filipiński     | 3 podgatunki       | Filipiny, Borneo (rozproszony w północnym Sabah i Borneo Wschodnim) oraz Wyspy Tanimbar (Selaru); zakres wysokości: do 1450 m n.p.m. | DC: 4,7–5,1 cm DO: 3,4–4,9 cm DP: 3,4–3,9 cm MC: 5–6 g           | LC          |
|         | Miniopterus tristis       | (G.R. Waterhouse, 1845) | podkasaniec wielki         | 5 podgatunków      | Filipiny, Celebes, Nowa Gwinea (wraz z pobliskim wyspami i archipelagami), Wyspy Salomona oraz Vanuatu (Espiritu Santo i Efate); zakres wysokości: 0–1600 m n.p.m. | DC: 6,5–7,3 cm DO: 5–6,1 cm DP: 4,5–5,7 cm MC: 16–22 g           | LC          |
|         | Miniopterus shortridgei   | Laurie & J. Edwards Hill, 1957 | podkasaniec jawajski       | gatunek monotypowy | Jawa, większość Małych Wysp Sundajskich (od Lombok na wschód do Wetar i Tomoru) i Wyspy Tanimbar (Selaru); być może południowa Sumatra | DC: 3,3–4,6 cm DO: 3,4–4,1 cm DP: 3,3–3,9 cm MC: brak danych     | DD          |
|         | Miniopterus australis     | Tomes, 1858 | podkasaniec zgiętoskrzydły | gatunek monotypowy | Półwysep Malajski, Wielkie Wyspy Sundajskie i niektóre Małe Wyspy Sundajskie, Moluki, Nowa Gwinea oraz Wyspy Salomona; być może środkowa Tajlandia, południowa Kambodża i południowy Wietnam; zakres wysokości: 0–2900 m n.p.m.                                             | DC: 4,6–6,3 cm DO: 3,9–6,2 cm DP: 4,5–5,2 cm MC: 8,8–17,5 g      | LC          |
|         | Miniopterus srinii        | B. Srinivasulu & A. Srinivasulu, 2023 |                            | gatunek monotypowy | endemit Indii: Ghaty Zachodnie | DC: brak danych DO: brak danych DP: brak danych MC: brak danych  | NE          |
|         | Miniopterus macrocneme    | Revilliod, 1914 | podkasaniec nowokaledoński | gatunek monotypowy | Nowa Gwinea (wraz w wyspą Manus, Archipelagiem Bismarcka i Luizjadami), Wyspy Salomona, Vanuatu i Nowa Kaledonia; zakres wysokości: 0–3200 m n.p.m. | DC: 4,2–4,8 cm DO: 4–5,4 cm DP: 3,9–4,5 cm MC: 7,5–11 g          | LC          |
|         | Miniopterus robustior     | Revilliod, 1914 | podkasaniec konacki        | gatunek monotypowy | endemit Nowej Kaledonii: Wyspy Lojalności (Lifou i Maré); zakres wysokości: około 100 m n.p.m. | DC: 4,3–4,9 cm DO: 3,7–4,6 cm DP: 3,9–4,2 cm MC: brak danych     | EN          |
|         | Miniopterus orianae       | O. Thomas, 1922 |                            | 3 podgatunki       | endemit Australii: północno-wschodnia Australia Zachodnia, północne Terytorium Północne, Queensland (wraz w Wielką Wyspą Piaszczystą) do Wiktorii i południowo-wschodniej Australii Południoiwej (Robe i Naracoorte na południe do Port MacDonnell)                         | DC: 4,7–6,3 cm DO: 4,3–5,8 cm DP: 4,3–5 cm MC: 8,6–16 g          | NE          |
|         | Miniopterus pallidus      | O. Thomas, 1907 | podkasaniec pozłacany      | gatunek monotypowy | Turcja (wschodnia Anatolia), południowa Armenia, Azerbejdżan, Syria, Liban, północno-zachodnia Jordania, Irak, południowy Turkmenistan i południowy Afganistan; zasięg niepewny; zakres wysokości: 0–2700 m n.p.m.                                                          | DC: 5,6–6,5 cm DO: 5,8–6,6 cm DP: 4,3–4,8 cm MC: 14,7–15,2 g     | NT          |
|         | Miniopterus schreibersii  | (Kuhl, 1817) | podkasaniec zwyczajny      | gatunek monotypowy | Europa Południowa na wschód do zachodniej Gruzji, Turcji i Lewantu, na północ do środkowej Francji i Słowacji, na południe do Afryki Północnej oraz większość śródziemnomorskich wysp; zasięg niepewny; zakres wysokości: 1000–1400 m n.p.m.                                | DC: 5,1–5,9 cm DO: 5,2–6,3 cm DP: 4,3–4,7 cm MC: 10–14 g         | VU          |
|         | Miniopterus maghrebensis  | Puechmaille, Allegrini, Benda, Bilgin, Ibañez & Juste, 2014                                                                                    |                            | gatunek monotypowy | środkowe i południowo-zachodnie Maroko (Atlas Średni i Wysoki) oraz północna Tunezja; być może nieprzerwanie w większości Afryki Północnej, w tym w Algierii; zakres wysokości: 300–1200 m n.p.m.                                                                           | DC: około 6 cm DO: około 6,3 cm DP: 4,5–4,8 cm MC: brak danych   | NT          |
|         | Miniopterus villiersi     | Aellen, 1956 |                            | gatunek monotypowy | strafa lasów Górnej Gwinei w Gwinei, Sierra Leone i Liberii; zakres wysokości: 200–1350 m n.p.m. | DC: brak danych DO: 4,8–5,6 cm DP: 4,2–4,4 cm MC: brak danych    | NE          |
|         | Miniopterus inflatus      | O. Thomas, 1903 | podkasaniec większy        | gatunek monotypowy | Czarna Afryka w Afryce Środkowej (Kamerun na wschód do Demokratycznej Republiki Konga), Wschodniej (Uganda, Rwanda, Burundi, Kenia i Tanzania), Zachodniej (Gwinea, Liberia i Nigeria) oraz Południowej (Namibia, Zimbabwe i Mozambik); zakres wysokości: 500–2200 m n.p.m. | DC: 5,7–6,3 cm DO: 4,8–5,7 cm DP: 4,5–4,9 cm MC: 9,9–16 g        | LC          |
|         | Miniopterus nimbae        | Monadjem, Shapiro, L.R. Richards, Karabulut, Crawley, Nielsen, A. Hansen, K. Bohmann & Mourier, 2020                                           |                            | gatunek monotypowy | północna Liberia (góra Nimba, góry Wonegizi) i południowo-wschodnia Gwinea (góra Béro); być może Wybrzeże Kości Słoniowej; zakres wysokości: 720–970 m n.p.m. | DC: 6,3–6,9 cm DO: 4,7–5,7 cm DP: 4,6–4,9 cm MC: 9–10,5 g        | NE          |
|         | Miniopterus newtoni       | du Bocage, 1889 | podkasaniec zatokowy       | gatunek monotypowy | endemit Wysp Świętego Tomasza i Książęcej: Wyspa Świętego Tomasza; zakres wysokości: 0–1300 m n.p.m. | DC: około 4,5 cm DO: około 4,3 cm DP: 3,8–4 cm MC: około 7 g     | DD          |
|         | Miniopterus minor         | W.C.H. Peters, 1867 | podkasaniec najmniejszy    | 2 podgatunki       | oddzielnie w dolnym biegu rzeki Kongo (Kongo i Demokratyczna Republika Konga) oraz wybrzeża południowej Kenii i północno-wschodniej Tanzanii (wraz z wyspą Zanzibar); zakres wysokości: poniżej 300 m n.p.m.                                                                | DC: 5,2–5,3 cm DO: 3,7–4,6 cm DP: 3,7–4,1 cm MC: 4,6–5,6 g       | DD          |
|         | Miniopterus wilsoni       | Monadjem, Guyton, Naskrecki, Richards, Kropff & Dalton, 2020                                                                                   |                            | gatunek monotypowy | północny Mozambik (góry Gorongoasa, Namuli i Mabu) i południowe Malawi (Płaskowyż Zomba); być może inne góry lub wschodnia Zambia; zakres wysokości; zakres wysokości: powyżej 1000                                                                                         | DC: 4,8–5,4 cm DO: 4,4–5,1 cm DP: 4,3–4,6 cm MC: 6,5–8,5 g       | NE          |
|         | Miniopterus arenarius     | E. Heller, 1912 |                            | gatunek monotypowy | południowo-zachodni Półwysep Arabski (południowo-zachodnia Arabia Saudyjska i zachodnin Jemen) oraz Afryka Wschodnia (Etiopia, wschodni Sudan Południowy, Somalia i Kenia): do 1400 m n.p.m.                                                                                | DC: około 5,5 cm DO: około 4,7 cm DP: 4,2–4,6 cm MC: brak danych | NE          |
|         | Miniopterus africanus     | Sanborn, 1936 | podkasaniec afrykański     | gatunek monotypowy | Afryka Wschodnia w Erytrei, Etiopii, Somalii i Kenii; zakres wysokości: 1000–3300 m n.p.m. | DC: brak danych DO: brak danych DP: 4,8–5 cm MC: brak danych     | DD          |
|         | Miniopterus natalensis    | (A. Smith, 1833) | podkasaniec natalski       | gatunek monotypowy | Afryka Wschodnia i Południowa (od Ugandy, Kanii i Angoli na południe do Południowej Afryki); zakres wysokości: 0–2200 m n.p.m. | DC: 5,7–6,8 cm DO: 4,6–5,5 cm DP: 4,2–4,8 cm MC: 9,4–13 g        | LC          |
|         | Miniopterus mossambicus   | Monadjem, S.M. Goodman, Stanley & B. Appleton, 2013                                                                                            | podkasaniec mozambicki     | gatunek monotypowy | południowa Kenia (wzgórza Taita), północny i środkowy Mozambik, sąsiadujące Malawi, Zambia i Zimbabwe; prawdopodobnie Tanzania; zakres wysokości: 420–1800 m n.p.m. | DC: 5,2–5,4 cm DO: 4,7–5 cm DP: 4,1–4,5 cm MC: 6,7–9 g           | NE          |
|         | Miniopterus fraterculus   | O. Thomas & Schwann, 1906 | podkasaniec braterski      | gatunek monotypowy | wschodnia i południowa Południowa Afryka i Eswatini; być może południowy Mozambik; zakres wysokości: 40–1350 m n.p.m. | DC: 4,6–5,7 cm DO: 3,9–5,2 cm DP: 4,2–4,4 cm MC: 7–8,5 g         | LC          |
|         | Miniopterus aelleni       | S.M. Goodman, Maminirina, Weyenth, Bradman, Christidis, Ruedi & B. Appleton, 2009                                                              | podkasaniec wyspowy        | gatunek monotypowy | północny i zachodni Madagaskar oraz Komory (Anjouan); zakres wysokości: 5–690 m n.p.m. | DC: 4,8–4,9 cm DO: 3,9–4,4 cm DP: 3,5–3,8 cm MC: 3,7–5,4 g       | LC          |
|         | Miniopterus griveaudi     | D.L. Harrison, 1959 | podkasaniec komorski       | gatunek monotypowy | północny i zachodni Madagaskar oraz Komory (Wielki Komor i Anjouan); zakres wysokości: 0–890 m n.p.m. | DC: 5–5,1 cm DO: 3,5–4,3 cm DP: 3,5–3,8 cm MC: 4,1–7,1 g         | DD          |
|         | Miniopterus gleni         | R.L. Peterson, Eger & L.M. Mitchell, 1995 | podkasaniec madagaskarski  | gatunek monotypowy | endemit Madagaskaru: szeroko rozpowszechniony (wraz z wyspą Nosy Boraha) za wyjątkiem na południe od rzeki Onilahy; zakres wysokości: 0–1250 m n.p.m. | DC: około 6,8 cm DO: 5,2–6,3 cm DP: 4,7–5 cm MC: 10,5–17,5 g     | LC          |
|         | Miniopterus brachytragos  | S.M. Goodman, Maminirina, Bradman, Christidis & B. Appleton, 2009                                                                              | podkasaniec krótkowłosy    | gatunek monotypowy | endemit Madagaskaru: rozproszony na północy i zachodzie (wraz z wyspą Nosy Komba); zakres wysokości: 0–600 m n.p.m. | DC: 4,5–4,9 cm DO: 3,8–4,3 cm DP: 3,5–3,8 cm MC: 2,9–6,3 g       | LC          |
|         | Miniopterus ambohitrensis | S.M. Goodman, Ramasindrazana, Naughton & B. Appleton, 2015                                                                                     |                            | gatunek monotypowy | endemit Madagaskaru: Park Narodowy Marojejy, Park Narodowy Montagne d’Ambre, rezerwat Ambohitantely i Bemanevika; zakres wysokości: 800–1600 m n.p.m. | DC: –5,3 5,5cm DO: 4–4,7 cm DP: 3,7–4,2 cm MC: 5,3–7,7 g         | LC          |
|         | Miniopterus majori        | O. Thomas, 1906 | podkasaniec długopalcy     | gatunek monotypowy | endemit Madagaskaru: szeroko lecz nierównomiernie rozpowszechniony wzdłuż wschodnich wzgórz, kilka zapisów z zachodu i południa; zakres wysokości: 0–1000 m n.p.m. | DC: 6–6,1 cm DO: 5,1–6 cm DP: 4,3–4,7 cm MC: 8,4–12,5 g          | LC          |
|         | Miniopterus egeri         | S.M. Goodman, Ramasindrazana, Maminirina, M.C. Schoeman & B. Appleton, 2011                                                                    | podkasaniec czuprynoczelny | gatunek monotypowy | endemit Madagaskaru: znany z kilku lokalizacji na wschodzie; zakres wysokości: 5–1300 m n.p.m. | DC: 4,9–5,1 cm DO: 4–4,4 cm DP: 3,7–4 cm MC: 4,2–7,6 g           | LC          |
|         | Miniopterus manavi        | O. Thomas, 1906 | podkasaniec malgaski       | gatunek monotypowy | endemit Madagaskaru:: centralne wyżyny od Fandriana na południe do Ranomafana (Ifanadiana) i Vinanitelo; zakres wysokości: 900–1500 m n.p.m. | DC: około 5,1 cm DO: około 3,9 cm DP: 3,7–3,9 cm MC: około 6,4 g | LC          |
|         | Miniopterus sororculus    | S.M. Goodman, K.E. Ryan, Maminirina, Fahr, Christidis & B. Appleton, 2007                                                                      | podkasaniec siostrzany     | gatunek monotypowy | endemit Madagaskaru: centralne wyżyny; zakres wysokości: 40–2200 m n.p.m. | DC: 5,4–5,7 cm DO: 5,1–5,8 cm DP: 4,2–4,5 cm MC: 7–9,1 g         | LC          |
|         | Miniopterus petersoni     | S.M. Goodman, Bradman, Maminirina, K.E. Ryan, Christidis, & B. Appleton, 2008                                                                  | podkasaniec nizinny        | gatunek monotypowy | endemit Madagaskaru: południowy-wschód od Kianjavato do Tôlanaro; zakres wysokości: 0–550 m n.p.m. | DC: 4,6–4,9 cm DO: 3,9–5 cm DP: 3,8–4,3 cm MC: 4,2–8,2 g         | DD          |
|         | Miniopterus mahafaliensis | S.M. Goodman, Maminirina, Bradman, Christidis & B. Appleton, 2009                                                                              | podkasaniec mahafalski     | gatunek monotypowy | endemit Madagaskaru: suche południe (na południe od Kirindy Mitea, Isalo i Ihosy); zakres wysokości: 0–950 m n.p.m. | DC: 4,8–4,9 cm DO: 3,8–4,8 cm DP: 3,5–4 cm MC: 3,8–7,3 g         | LC          |
|         | Miniopterus griffithsi    | S.M. Goodman, Maminirina, Bradman, Christidis & B. Appleton, 2010                                                                              | podkasaniec skryty         | gatunek monotypowy | endemit Madagaskaru: znany z 3 lokalizacji na południe od rzeki Onilahy; zakres wysokości: poniżej 110 m n.p.m. | DC: 6,5–6,8 cm DO: 5,4–6,3 cm DP: 4,8–5 cm MC: 12–15,5 g         | DD          |

Kategorie IUCN:  LC  – gatunek najmniejszej troski,  NT  – gatunek bliski zagrożenia,  VU  – gatunek narażony,  EN  – gatunek zagrożony,  DD  – gatunki o nieokreślonym stopniu zagrożenia;  NE  – gatunki niepoddane jeszcze ocenie.
Opisano również gatunki wymarłe:
- Miniopterus approximatus Woloszyn, 1987[22] (Polska; pliocen)
- Miniopterus fossilis Zapfe, 1950[23] (Słowacja; miocen)
- Miniopterus horaceki Gunnell, Eiting & Geraads, 2011[24] (Maroko; pliocen)
- Miniopterus rummeli Ziegler, 2003[25] (Niemcy; miocen)
- Miniopterus tao Wołoszyn, 1986[26] (Chińska Republika Ludowa; plejstocen)
- Miniopterus zapfei Mein & Ginsburg, 2002[27] (Francja; miocen).